# 勢和電報電話局

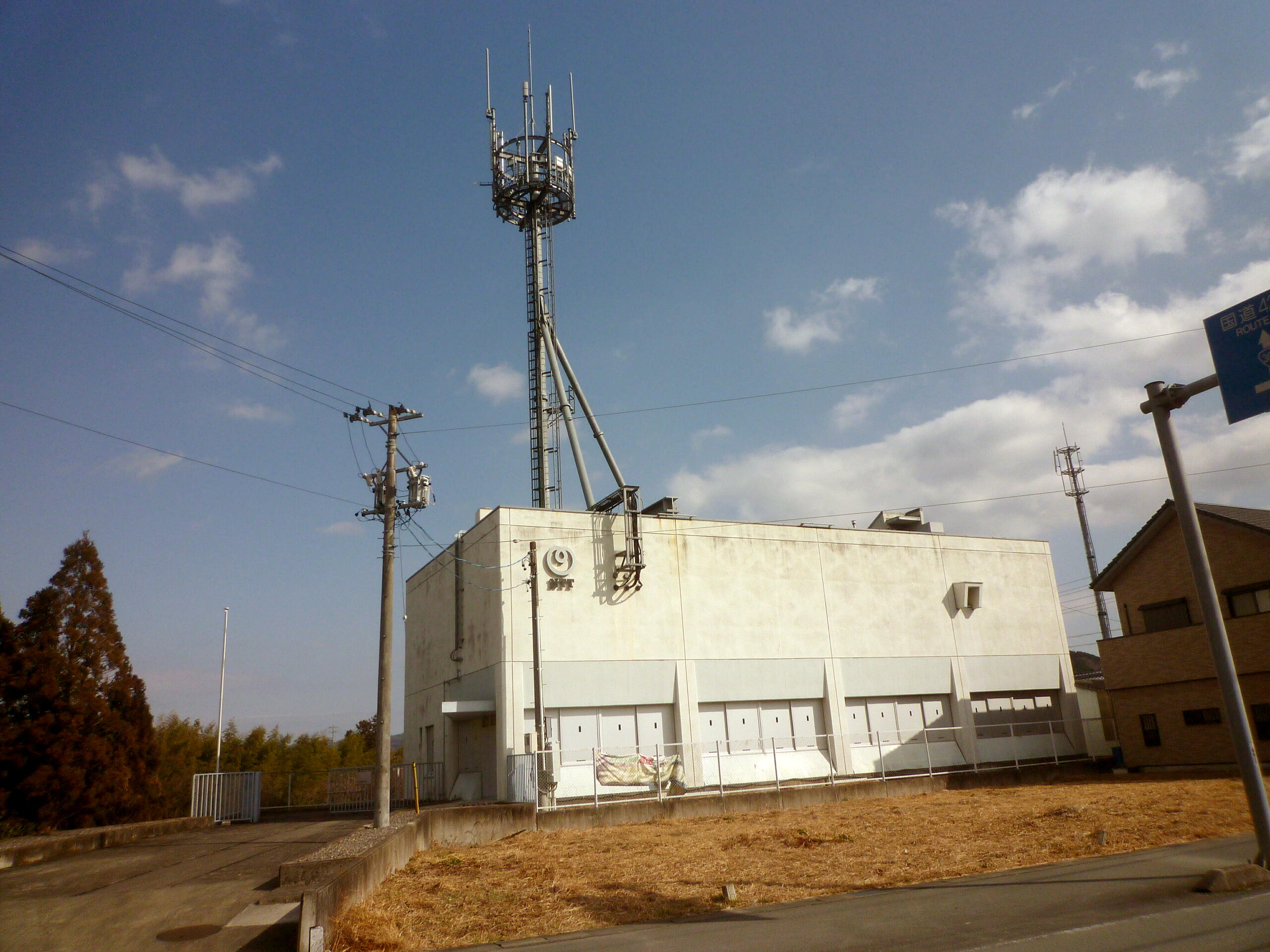
勢和電話交換所（旧・勢和電報電話局）

勢和電報電話局（せいわでんぽうでんわきょく）は三重県多気郡勢和村（現:多気町）にあった日本電信電話公社（現:NTT西日本）の電報電話局。東海電気通信局三重電気通信部の管轄下にあった。

## 概要
所在地：三重県多気郡勢和村朝柄ドンド2984-3（現在は三重県多気郡多気町朝柄の地内となっている）

## 沿革
- 1977年（昭和52年）10月26日 - 勢和電報電話局が開局[2]。丹生郵便局、五ヶ谷郵便局の電話交換業務および和文電報配達業務を引き継ぐ[3]。自動改式[4]。
- 1987年（昭和62年） - 松阪電報電話局へ統合[5][6]。